# سترلیتسه (ناحیه برنو-تسوونتری)
سترلیتسه (به چکی: Střelice) یک منطقهٔ مسکونی در جمهوری چک است که در ناحیه برنو-تسوونتری واقع شده‌است. سترلیتسه ۱۴٫۷ کیلومتر مربع مساحت و ۲٬۶۳۱ نفر جمعیت دارد و ۲۷۸ متر بالاتر از سطح دریا واقع شده‌است.